# بو (واشینگتن)
بو، واشینگتن (انگلیسی: Bow, Washington) مکانی ثبت نشده در اسکاجیت کانتی در ایالت واشینگتن است. این شهر در نزدیکی شهرهای بی ویو برلینگتون، ادیسون و ماونت ورنون واقع شده‌است. بو مجاور کوه ورنون آناکورتیس، در منطقه شهری متروپولیتن واشینگتن گنجانده شده‌است. بو روبروی خلیج سامیش قرار دارد.